# Temple de Kashi Vishwanath
Le temple de Kashi Vishwanath, dédié à Shiva, est l'un des plus célèbres temples hindouistes, ou mandirs. Il se trouve à Varanasi, la ville considérée comme le lieu le plus sacré de l'hindouisme, située dans l'État de l'Uttar Pradesh, en Inde. Bâti sur la rive ouest du Gange, le fleuve sacré, ce temple fait partie des douze jyotirlinga (en), les plus sacrés des temples dédiés à Shiva. Ce dernier, qui en est la divinité principale, est aussi connu sous le nom de Vishwanath, qui signifie "Maître de l'Univers". La ville de Varanasi porte également le nom de "Kashi", c'est la raison pour laquelle le temple est communément appelé "le temple de Kashi Vishwanath".
Il a longtemps été question de ce temple dans les textes sacrés de l'hindouisme, qui le désignent comme un élément central du shivaïsme. Au cours de l'histoire, il a été détruit et reconstruit à plusieurs reprises. La dernière structure a été démolie par Aurangzeb, afin d'y construire à la place la mosquée de Gyanvapi. La structure actuelle a été bâtie sur un site adjacent en 1780 par Ahilya Bai Holkar d'Indore, une reine de l'Empire marathe.
Depuis 1983, le temple est géré par le gouvernement de l'Uttar Pradesh. Pendant la fête religieuse de Mahashivaratri, le Kashi Naresh (ou roi de Kashi) a le rôle de prêtre officiant, et personne à part lui, y compris les autres prêtres, n'est autorisé à pénétrer dans le sanctum sanctorum. Cette interdiction n'est levée qu'après qu'il a fini d'accomplir ses fonctions religieuses. Selon la mythologie hindoue, Shiva s'est marié à la déesse Parvati au moment du Mahashivaratri, et le gauna (en) (un rituel associé à la consommation du mariage) s'est tenu pendant le Rangbhari Ekadashi. Les habitants de Kashi (la demeure de Shiva) fêtent cet évènement avec solennité.
Comme le voulait la tradition, les adeptes transportaient les idoles de Shiva et de la déesse Parvati dans un palaki depuis la maison de l'ancien mahant du temple de Kashi Vishwanath. Les dévots se rendaient au sanctuaire du temple de Kashi Vishwanath en soufflant dans des conques, en jouant du damaru et d'autres instruments musicaux, puis offraient aux divinités des pétales de rose et du gulal, une poudre colorée.

## Introduction
Située sur la rive ouest du Gange, la plus sainte des sept rivières sacrées de l'Inde, Varanasi est l'une des villes les plus anciennes du monde, ainsi que la capitale culturelle de l'Inde. Le temple de Kashi Vishwanath renferme le jyotirlinga de Shiva, ou Vishwanath, qui possède une signification unique et très particulière dans l'histoire spirituelle de l'Inde. D'après la tradition, une seule visite au temple de Kashi Vishwanath suffit pour accroître les mérites obtenus par les dévots grâce à la vision (aussi appelée darshan) d'autres jyotirlinga, éparpillés dans différentes régions d'Inde. Profondément et intimement ancré dans la représentation hindoue, le temple de Kashi Vishwanath est l'incarnation même des éternelles traditions culturelles indiennes et des valeurs spirituelles les plus nobles. Le temple de Kashi Vishwanath attire des visiteurs, non seulement d'Inde, mais aussi du monde entier.

## Légende
D'après le Shiva Purana (en), Brahma, le dieu créateur de l'hindouisme, et Vishnou, le dieu de l'harmonie, se sont querellés au sujet de la suprématie de la création. Pour les mettre à l'épreuve, Shiva a transpercé les trois mondes pour en faire un immense pilier de lumière s'étendant à l'infini, le Stambha (en). Afin de chercher les extrémités de la lumière, Vishnou et Brahma se sont séparés ; l'un est allé vers le haut et l'autre vers le bas. Brahma a menti, affirmant qu'il avait trouvé la fin de la lumière, mais Vishnou, lui, a admis sa défaite. Shiva est alors apparu sous la forme d'un deuxième pilier de lumière et a maudit Brahma : celui-ci n'aurait jamais sa place dans les cérémonies, tandis que Vishnou serait adoré pour l'éternité. Le jyotirlinga est la réalité suprême indivisible dans laquelle Shiva apparaît partiellement. De ce fait, les sanctuaires appelés jyotirlinga sont les lieux où Shiva s'est montré sous l'apparence d'une colonne de lumière incandescente,. Shiva existe sous 64 formes, à ne pas confondre avec les jyotirlinga. Chacun des douze sites de jyotirlinga porte le nom de la divinité qui le gouverne, et celles-ci sont toutes considérées comme des manifestations distinctes de Shiva. Sur ces sites, la figure primaire est le lingam, qui représente le Stambha, le pilier sans début ni fin, symbole de la nature infinie de Shiva,,. Les douze jyotirlinga sont les temples de Somnāth dans le Gujarat, de Mallikârjuna à Srisailam en Andhra Pradesh, d'Amareshvara à Ujjain, et d'Omkareshwar, tous deux dans le Madhya Pradesh, de Kedarnath situé dans l'Himalaya, de Bhîmashankara et de Triambaka dans le Maharashtra, de Kashi Vishwanath à Varanasi, dans l'Uttar Pradesh, de Vaidyanath à Deogarh dans le Jharkhand, de Nageshwar, à Dwarka, dans le Gujarat, de Râmeshvara, à Rameshwaram, au Tamil Nadu, et enfin, de Grishneshwar à Aurangabad, dans le Maharashtra,.
Le Manikarnika Ghat (en), situé au bord du Gange à proximité du temple de Kashi Vishwanath, est considéré comme un Shakti Pitha, un lieu de culte vénéré par les fidèles du shaktisme. La mythologie du Daksha Yaga (en), une littérature shivaïte considérée comme majeure, relate l'histoire de l'origine du Shakti Peetha. Shiva se serait rendu de Manikarnika au temple de Kashi Vishwanath après la mort de la déesse Sati,.

## La structure du temple

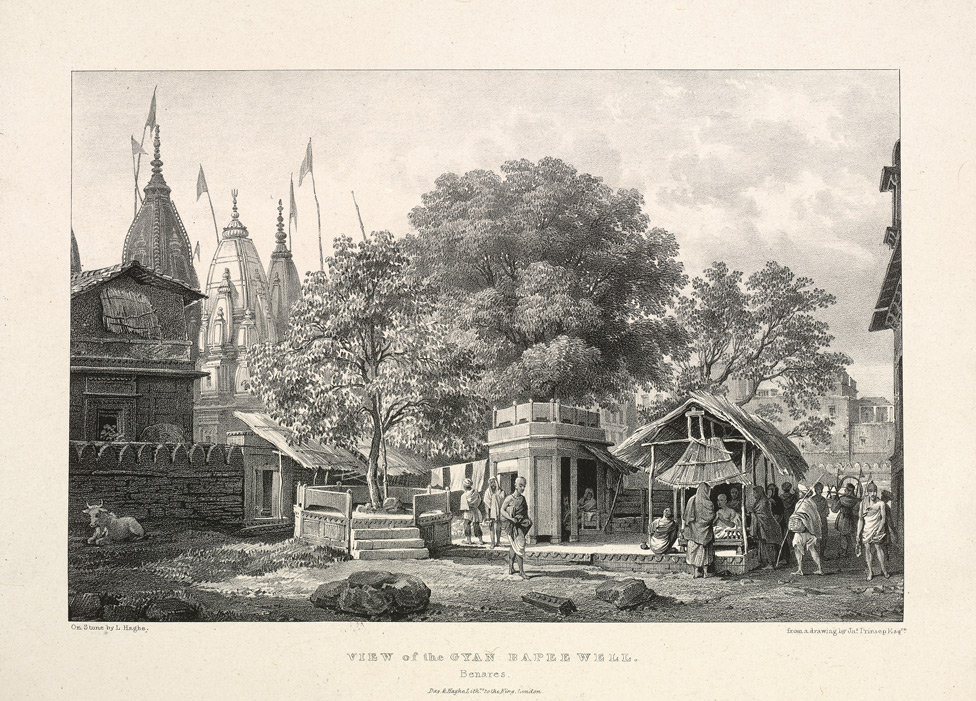
Puits de Gyanvapi, Benares, par James Prinsep 1834

L'ensemble des temples comprend des sanctuaires plus petits, situés dans une ruelle du nom de Vishwanath Galli, près du fleuve. Le lingam de la divinité principale du sanctuaire, mesurant 60 cm de hauteur et 90 cm de circonférence, est placé dans un autel d'argent. Le temple principal, de forme carrée, est entouré par des sanctuaires consacrés à d'autres dieux. Parmi l'ensemble des temples, certains sont dédiés à Bhairava, Dhandapani, Avimukteshwara, Vishnou, Ganesh, Sanishwara, Virupaksha et Virupaksh Gauri. Dans le temple se trouve un petit puits appelé "Gyanvapi", ou "Jnana Vapi" (qui signifie "puits de la sagesse"). Le puits de Gyanvapi se situe au nord du temple principal. On pense que le jyotirlinga était caché au fond afin de le protéger en période d'invasion. Il est dit que le prêtre le plus important du temple a sauté dans le puits avec le lingam pour protéger le jyotirlinga des envahisseurs.
D'après la structure du temple, il existe un sabha, une salle de rassemblement menant au sanctuaire, appelé Garbha-griha. C'est là que le lingam sacré, fait de pierre teinte en noir, est conservé précieusement et placé sur une plateforme d'argent. Les éléments notables du temple sont son toit, ses trois dômes, tous en or pur, et sa flèche d'or située au sommet, sur laquelle sont fixés un drapeau et un trident. Ainsi, il arrive que ce temple hindou soit également appelé le Temple d'Or, en raison de cette similitude avec le véritable Temple d'Or.
Le temple de Kashi Vishwanath reçoit environ 3 000 visiteurs par jour. À l'occasion de certains évènements, leur nombre peut même dépasser le million.

## Importance du temple

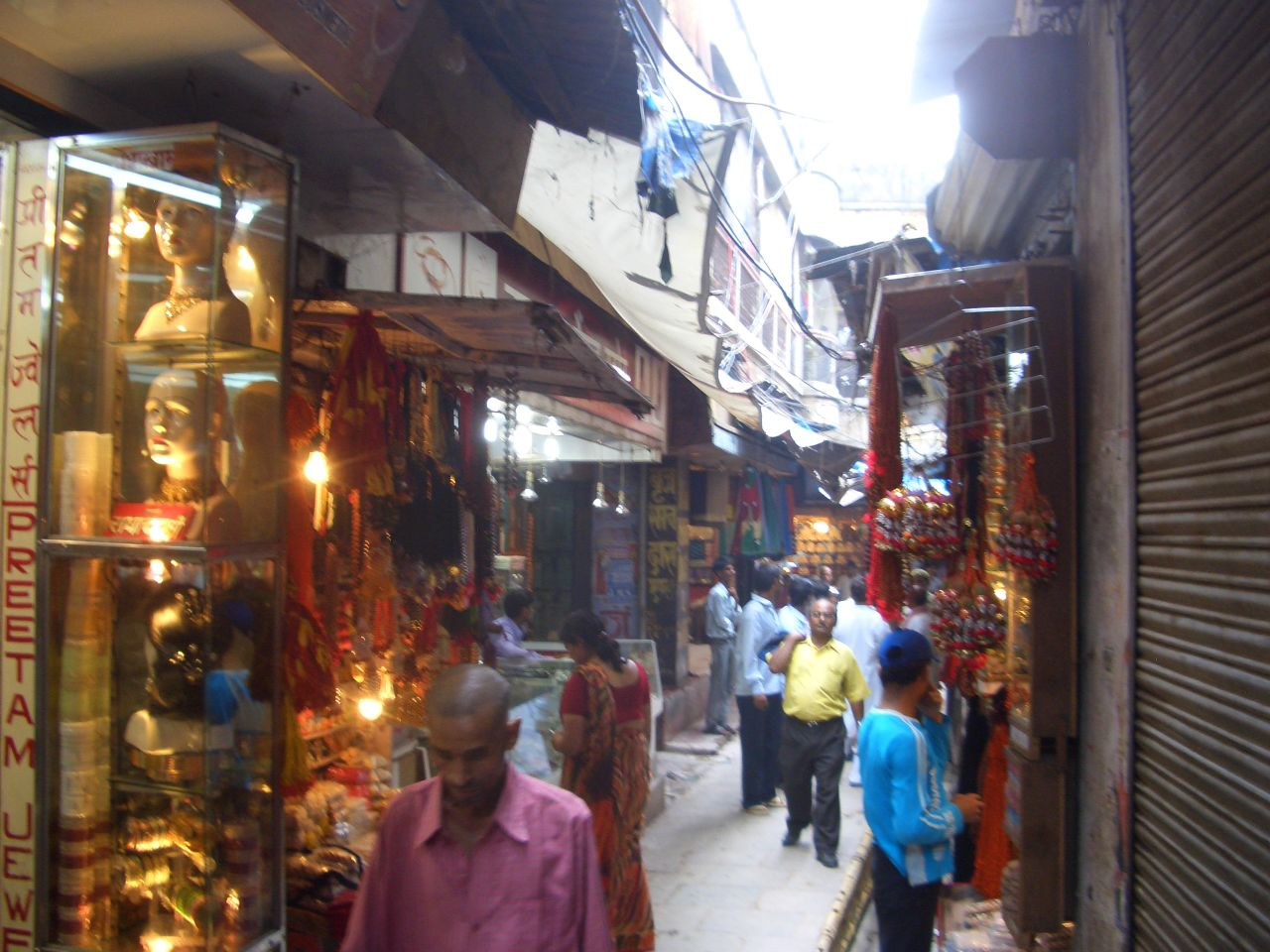
Une rue à proximité du temple

Le temple est largement reconnu comme l'un des lieux de culte les plus importants de la religion hindouiste, et il a été visité par la plupart des principaux saints hindous, dont Adi Shankara, Râmakrishna, Vivekananda, Tulsîdâs, Dayanand Saraswati (en) et Guru Nanak.
Une visite au temple et une baignade dans le Gange constituent l'une des nombreuses méthodes prétendues conduire sur le chemin de la Moksha (ou libération). C'est pourquoi les hindous du monde entier tentent de visiter ce lieu au moins une fois dans leur vie. Il existe également une tradition selon laquelle le croyant devrait renoncer à au moins un désir après un pèlerinage au temple. Ce pèlerinage comprendrait également une visite du temple de Ramanathaswamy (en) situé dans le Tamil Nadu, en Inde du Sud, où les habitants prélèvent des échantillons de l'eau du Gange afin de les utiliser dans des prières au temple et de rapporter du sable provenant de ses alentours. À cause de l'immense popularité, et de l'importante sainteté du temple de Kashi Vishwanath, des centaines de temples à travers l'Inde ont été construits dans le même style architectural. Selon de nombreuses légendes, un véritable dévot parvient à se libérer de la mort et du saṃsāra en vénérant Shiva, les adeptes de celui-ci étant menés directement après leur mort à sa demeure sur le mont Kailash par ses messagers, et non à Yama, le dieu de la mort. Les légendes indiquent également la supériorité de Shiva et sa victoire sur sa propre nature (il est lui-même associé à la mort). Il existe une croyance populaire selon laquelle Shiva murmurerait le mantra du salut à l'oreille de ceux qui meurent de façon naturelle au temple de Vishwanath.

## Histoire
Les purana, y compris la section Kashi Khanda du purana Skanda, font état d'un temple de Shiva. Le temple de Vishwanath d'origine a été détruit par l'armée de Qûtb ud-Dîn Aibak en 1194 EC, quand, alors qu'il était le général de Muhammad Ghûrî, il a vaincu le raja de Kânnauj. Le temple a été reconstruit par un marchand gujarati pendant le règne du sultan de Dehli, Shams ud-Dîn Îltutmish (1211-1266 EC). Il a été détruit à nouveau au cours du règne d'Hussain Shah Sharqi (1447-1458), ou bien de Sikandar Lodi (1489-1517). Man Singh I (en) a construit le temple sous l'empereur moghol Akbar, mais des hindous orthodoxes l'ont boycotté car l'empereur avait autorisé les moghols à épouser des membres de leurs familles. Plus tard, en 1585, Raja Todar Mal (en) a reconstruit le temple à partir des fondations d'Akbar sur le site d'origine.
En 1669 EC, l'empereur Aurangzeb a détruit le temple et a construit la mosquée de Gyanvapi à sa place. Les fondations, les colonnes et la partie arrière de la mosquée sont des vestiges du temple d'autrefois.

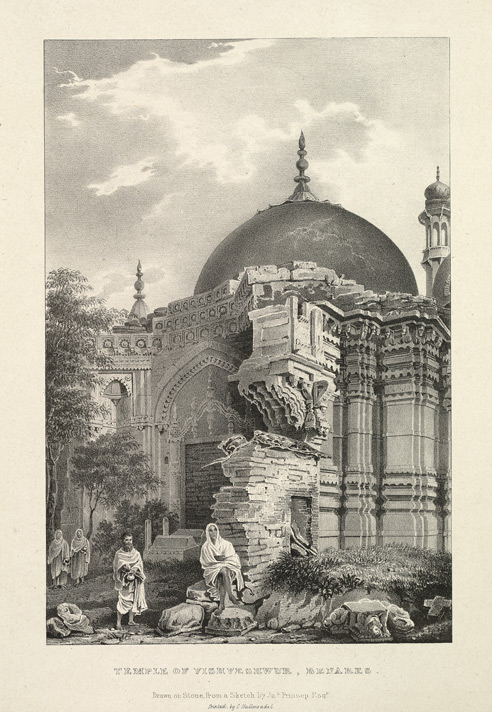
Temple de Vishveshwur, à Benares par James Prinsep
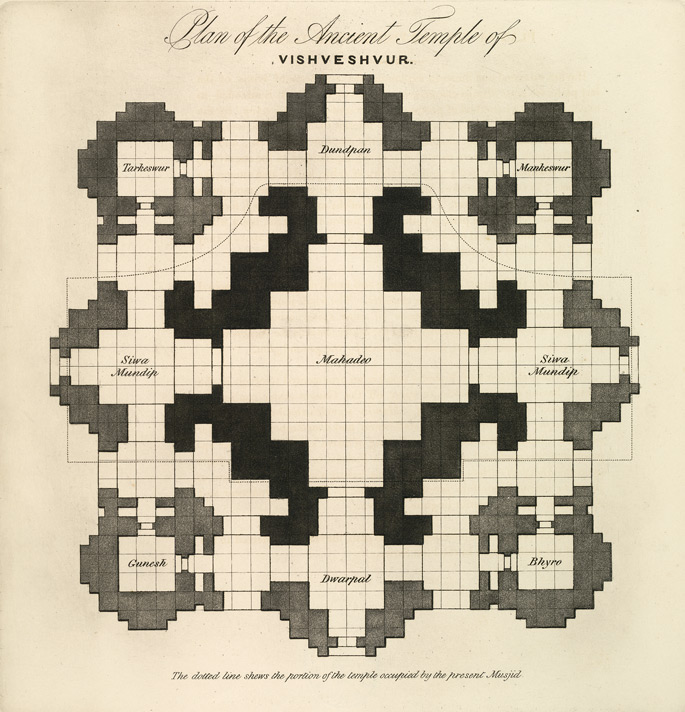
Plan de l'ancien temple de Vishveshvur, par James Prinsep

En 1742, le chef de l'Empire marathe, Malhar Rao Holkar (en) avait planifié la démolition de la mosquée pour reconstruire le temple de Vishveshwur sur le site. Cependant, son projet ne s'est pas concrétisé, en partie à cause de l'intervention des Nawabs de Lucknow qui dominaient le territoire.:2 Aux environs de 1750, le maharajah de Jaipur a ordonné le lever du terrain autour du site, avec comme objectif d'acheter du terrain pour reconstruire le temple de Kashi Vishwanath.:85 Cependant, son projet de reconstruction n'a pas abouti non plus. En 1780, Ahilyabai Holkar, la belle-fille de Malhar Rao, a fait construire le temple actuel, adjacent à la mosquée. En 1828, Baija Bai, la veuve de Daulat Scindhia (en), le chef marathe de l'état de Gwalior, a fait construire, dans la zone de Gyan Vapi, une colonnade au toit bas comptant plus de 40 colonnes. De 1833 à 1840 EC, l'enceinte du puits Gyanvapi, les ghats et les autres temples voisins ont été construits. De nombreuses familles nobles, descendant de plusieurs royaumes ancestraux d'Inde, et de leurs précédents ordres, ont offert de généreuses contributions aux opérations du temple. En 1841, les Bhosales de Nagpur ont fait don d'argent au temple. En 1859, le maharajah Ranjît Singh a fait don d'or destiné à orner le dôme du temple.:200
Le temple était alors régi par un groupe héréditaire de pandits, ou de mahants. Après la mort du mahant Devi Dutt, une dispute a éclaté entre ses successeurs. En 1900, le beau-frère de celui-ci, le pandit Visheshwar Dayal Tewari, a engagé des poursuites, à la suite desquelles il a été déclaré prêtre en chef.

## Informations sur lespuja
Il y a 5 rituels hindous, appelés ārtī, au temple de Kashi Vishwanath :
1. Mangala Aarti : 03:00 - 04:00 (Matin).
2. Bhog Aarti : 11:15 - 12:20 (Journée).
3. Sandhya Aarti : 07:00 - 08:15 (Soir).
4. Shringar Aarti : 09:00 - 10:15 (Soir).
5. Shayan Aarti : 10:30 - 11:00 (Soir).

Les téléphones portables, appareils photos, ceintures à boucles en métal, cigarettes, briquets etc. ne sont pas autorisés à l'intérieur du temple.